# Haut-Oubangui
1894–1904
Entités précédentes :
- Royaumes zandés

Entités suivantes :
- Oubangui-Chari

Les Territoires du Haut-Oubangui constituent une ancienne entité territoriale française d'Afrique centrale établie entre 1894 et 1904 de Bangui au Bahr el-Ghazal, jusqu’à son évacuation en 1899.

## Histoire
Le Protocole franco-belge du 29 avril 1887 fixe la frontière entre la France et l'État indépendant du Congo sur le talweg de l’Oubangui, il prévoit qu'en aucun cas, elle ne descende au sud du 4e parallèle nord.
À partir de 1890, Victor Liotard est chargé par Brazza d'occuper les territoires du Haut-Oubangui et de contenir les avancées Belges. Le territoire, séparé du Congo français fut appelé Haut-Oubangui en 1894 et placé sous l’autorité d’un commandant supérieur. 
En conclusion de la crise de Fachoda, la Convention franco-anglaise du 21 mars 1899, délimite la frontière des territoires français à la ligne de partage des eaux du Nil et du Congo. Le 1er juillet 1904, les territoires du Haut-Chari et du Haut-Oubangui sont réunis pour former l’Oubangui-Chari .

## Subdivisions

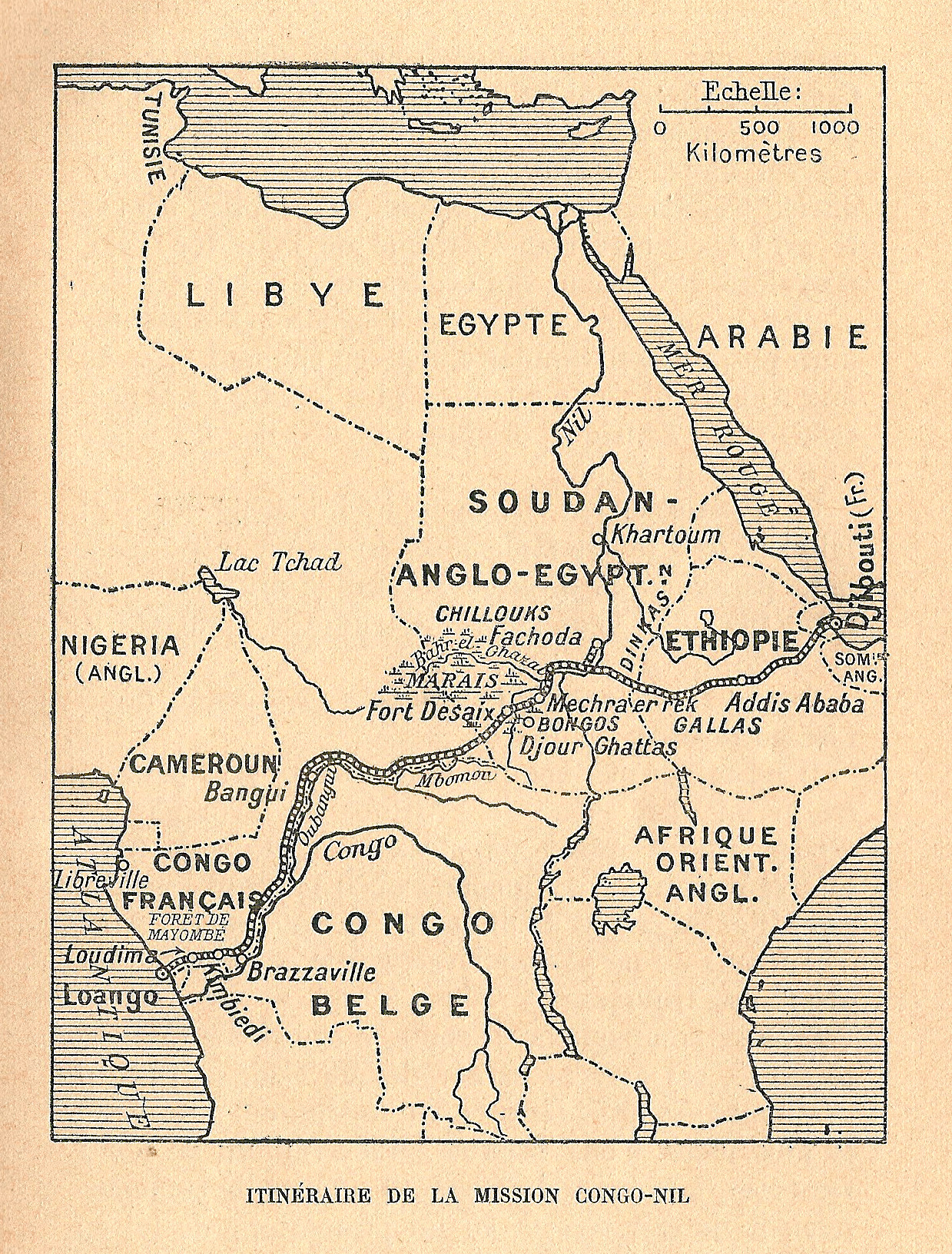
Itinéraire de la mission Marchand

Le territoire est divisé en une région civile et deux régions militaires.
| N° | Région        | Chef-lieu | Cercles                                                                           |
| -- | ------------- | --------- | --------------------------------------------------------------------------------- |
| 1  | Haut-Oubangui | Bangui    | Bangui (zones des Rapides et du Kouango) Mobaye (zones de Mobaye et de Guébongai) |
| 2  | Nzakara       | Bangassou | Bangassou, Ouango                                                                 |
| 3  | Zandé         | Zémio     | Zémio, Rafaï, Dem-Ziber                                                           |